# 캐도어족
캐도어족(영어: Caddoan languages)은 미국 중부 대평원 지역의 몇 원주민 부족들이 사용하던 언어들이 이루는 어족이다. 북쪽으로는 오늘날의 노스다코타주에서 남쪽으로는 오클라호마주까지 분포해 있었다. 현재 알려진 모든 카도어족 언어는 이미 사멸했거나 심각한 사멸 위기에 처해있다.

## 언어
- 캐도어(Caddo)
- 북부 캐도어
  - 위치토어(Wichita) †
  - 키차이어(Kitsai) †
  - 포니어(Pawnee)
  - 아리카라어(Arikara)

키차이어는 부족 구성원이 위치토족에 통합되면서 19세기에 이미 쓰이지 않게 되었고, 위치토어는 마지막 모어 화자가 2016년 사망했다. 다른 언어도 모두 생존중인 모어 화자 수가 10명을 넘지 않는다.
19세기까지 사멸한 아다이어(Adai)와 아이쉬어(Eyeish)는 캐도어족에 속할 가능성이 있으나 기록이 부족하여 확실하게 판단할 수 없다.

## 같이 보기
- 캐도족